# Taiwo Awoniyi
Taiwo Micheal Awoniyi (* 12. srpna 1997 Ilorin) je nigerijský profesionální fotbalista, který hraje na pozici útočníka za anglický klub Nottingham Forest FC a za nigerijský národní tým.

## Klubová kariéra

### Liverpool
Dne 31. srpna 2015 Awoniyi přestoupil z domovského Imperial Academy do Liverpoolu za částku 400 tisíc liber. Poté, co se nedokázal prosadit do A-týmu, odešel na mnohá hostování.

#### Hostování (2015–2019)
Awoniyi postupně zamířil do německého FSV Frankfurt, nizozemského NEC Nijmegen, belgického Mouscronu a Gentu na roční hostování.
Hostování v Gentu bylo v lednu 2019 předčasně ukončeno a Awoniyi na zbytek sezóny 2018/19 odešel na půlroční hostování do Mouscronu.

#### Mainz 05 (hostování)
V létě 2019 posílil německý Mainz 05 v rámci jednoročního hostování. Svého debutu v klubu se dočkal v prvním kole nového ročníku Bundesligy proti SC Freiburg. V konkurenci Jeana-Philippa Matety, Robina Quaisona, Karima Onisiwa, Jonathana Burkardta či Ádáma Szalaie se nedokázal prosadit do základní sestavy a do březnového přerušení soutěže, které bylo způsobeno pandemií covidu-19. 17. května, v prvním zápase po dvouměsíční pauze, vstřelil svůj první gól v dresu Mainzu, a to při remíze 2:2 proti Kolínu. Po tomto utkání nastoupil do dalších pěti ligových zápasů, většinou se objevil v základní sestavě. Z ní jej vystrnadilo až červnové zranění, které utrpěl při prohře 1:0 proti Augsburgu. V jeho průběhu inkasoval úder do hlavy a utrpěl otřes mozku.

### Union Berlin

#### Sezóna 2020/21
Dne 19. září 2020 odešel Awoniyi už na své sedmé hostování z Liverpoolu, tentokráte do bundesligového Unionu Berlin. Svého debutu v klubu se dočkal 26. září, kdy se objevil v základní sestavě zápasu proti Borussii Mönchengladbach a v 58. minutě jej vystřídal Max Kruse. V období od konce listopadu do začátku ledna vstřelil v lize 6 branek a upevnil si pozici ve stabilní základní sestavě.
V únoru 2021 si Awoniyi poranil stehenní sval a čekala jej několikaměsíční pauza.

#### Sezóna 2021/22
Dne 20. července 2021 přestoupil Awoniyi do Unionu Berlin na trvalo. Německý klub za Nigérijce zaplatil 7,5 milionu euro.
Awoniyi začal sezónu 2021/22 ve formě. Nejprve se střelecky prosadil 14. srpna v prvním kole Bundesligy proti Bayeru Leverkusen. O pět dní později vstřelil dvě branky a na jednu další přihrál ve 4. předkole Konferenční ligy proti KuPS při výhře 4:0. 22. srpna se prosadil i při ligové remíze 2:2 proti Hoffenheimu a o týden později při výhře 2:1 nad Borussií Mönchengladbach.
V zápasech základní skupiny Konferenční ligy, ve kterých se Union střetl mj. i s pražskou Slavií, vstřelil Awoniyi gól do sítě Makabi Haifa (výhra 3:0) a Feyenoordu (prohra 1:3).
3. října dvěma brankami rozhodl o výhře 2:1 nad svým bývalým klubem, Mainzem 05. Na střeleckou formu navázal vstřelenou brankou i ve dvou následujících zápasech proti Wolfsburgu (výhra 2:0) a Stuttgartem (remíza 1:1).
Podařenou sezónu zakončil dvěma góly do sítě VfL Bochum při výhře 3:2 v posledním kole ročníku 2021/22 a zařídil klubu konečnou 5. ligovou příčku. V sezóně vstřelil Awoniyi 20 branek, z toho 15 v nejvyšší německé soutěži.

### Nottingham Forest
Dne 25. června 2022 přestoupil Awoniyi do Nottinghamu Forest, který právě postoupil do Premier League. Nigerijský reprezentant v klubu podepsal pětiletý kontrakt. Jednalo se o nejdražší příchod v historii klubu, podle britských médií obdržel bundesligový celek za svého nejlepšího střelce 17 milionů liber.
Svého debutu v klubu se dočkal 6. srpna, když odehrál poslední půlhodinu zápasu prvního kola nového ročníku proti Newcastlu United po vystřídání Sama Surridge. O osm dní později vstřelil svůj první gól v klubu, když jediným gólem rozhodl utkání proti West Hamu United.

## Statistiky

### Klubové
K 19. srpnu 2022
| Klub                  | Sezóna  | Liga               | Liga   | Liga | Pohár  | Pohár | Evropské poháry | Evropské poháry | Celkem | Celkem |
| Klub                  | Sezóna  | Liga               | Zápasy | Góly | Zápasy | Góly  | Zápasy          | Góly            | Zápasy | Góly   |
| --------------------- | ------- | ------------------ | ------ | ---- | ------ | ----- | --------------- | --------------- | ------ | ------ |
| FSV Frankfurt (host.) | 2015/16 | 2. Bundesliga      | 13     | 1    | 1      | 0     | —               | —               | 14     | 1      |
| NEC (host.)           | 2016/17 | Eredivisie         | 21     | 3    | 1      | 0     | —               | —               | 22     | 3      |
| Mouscron (host.)      | 2017/18 | Jupiler Pro League | 29     | 9    | 2      | 1     | —               | —               | 31     | 10     |
| Gent (host.)          | 2018/19 | Jupiler Pro League | 16     | 0    | 2      | 2     | 4               | 1               | 22     | 3      |
| Mouscron (host.)      | 2018/19 | Jupiler Pro League | 16     | 11   | 0      | 0     | —               | —               | 16     | 11     |
| Mainz 05 (host.)      | 2019/20 | Bundesliga         | 12     | 1    | 0      | 0     | —               | —               | 12     | 1      |
| Union Berlin (host.)  | 2020/21 | Bundesliga         | 21     | 5    | 1      | 0     | —               | —               | 22     | 5      |
| Union Berlin          | 2021/22 | Bundesliga         | 31     | 15   | 4      | 1     | 8               | 4               | 43     | 20     |
| Nottingham Forest     | 2022/23 | Premier League     | 2      | 1    | 0      | 0     | 0               | 0               | 2      | 1      |
| Celkem                | Celkem  | Celkem             | 161    | 46   | 11     | 4     | 12              | 5               | 184    | 55     |

### Reprezentační
K 12. červnu 2022
| Nigérie | Nigérie | Nigérie |
| Rok     | Zápasy  | Góly    |
| ------- | ------- | ------- |
| 2021    | 1       | 0       |
| 2022    | 3       | 1       |
| Celkem  | 4       | 1       |

#### Reprezentační góly
Skóre a výsledky Portugalska jsou vždy zapisovány jako první
| Gól | Datum          | Místo                                 | Soupeř | Skóre | Výsledek | Soutěž                    |
| --- | -------------- | ------------------------------------- | ------ | ----- | -------- | ------------------------- |
| 1.  | 15. ledna 2022 | Roumdé Adjia Stadium, Garoua, Kamerun | Súdán  | 2:0   | 3:1      | Africký pohár národů 2021 |

## Ocenění

### Reprezentační

#### Nigérie U17
- Mistrovství světa do 17 let: 2013